# Bilokurakyne
Bilokurakyne (ukrajinsky Білокуракине; rusky Белокуракино – Belokurakino) je sídlo městského typu v Luhanské oblasti na Ukrajině. Nachází se na břehu Bily, 59 kilometrů dlouhého pravého přítoku Ajdaru. Od oblastního správního střediska, Luhansku, je vzdáleno 130 kilometrů na severozápad, od Severodoněcku 90 kilometrů na sever. V roce 2013 žilo v Bilokurakyném zhruba sedm tisíc obyvatel.

## Dějiny
Bilokurakyne bylo založeno v roce 1700.
Za druhé světové války bylo od 9. července 1942 do 19. ledna 1943 obsazeno německou armádou.
Sídlem městského typu je Bilokurakyne od roku 1957.